# Числова функція
Числова функція (у математиці) — функція, яка діє з одного числового простору (множини) в інший числовий простір (множину). Числові множини — це множини натуральних ({\displaystyle \mathbb {N} }), цілих ({\displaystyle \mathbb {Z} }), раціональних ({\displaystyle \mathbb {Q} }), дійсних ({\displaystyle \mathbb {R} }) і комплексних чисел ({\displaystyle \mathbb {C} }) разом з визначеними для відповідних множин алгебричними операціями. Для всіх перерахованих числових множин, крім комплексних чисел, визначено також відношення лінійного порядку, що дозволяє порівнювати числа за величиною. Числові простори — це числові множини разом з функцією відстані, заданою на відповідній множині.
У найзагальнішому випадку, числова функція — це функція, що набуває значення в області дійсних чисел і яка задана на довільному (найчастіше) метричному просторі. Така, наприклад, індикаторна або характеристична функція множини. Інший приклад числової функції — це функція відстані (або, що те ж саме, метрика).
Числові функції, задані на множині дійсних або комплексних чисел називають функціями відповідно дійсної або комплексної змінної і є предметом розгляду в аналізі:
- дійснозначні функції дійсної змінної розглядаються в математичному аналізі,
- комплекснозначні функції комплексної змінної розглядаються в комплексному аналізі.

Важливий предмет розгляду в аналізі — подання числових функцій у вигляді системи наближень (числових і функціональних рядів).
Числові функції мають як загальні властивості, якими можуть володіти відображення довільних метричних просторів (наприклад, неперервність), так і низку властивостей, безпосередньо пов'язаних з природою числових просторів. Такими є властивості
- диференційовності, інтегрованості, сумовності, вимірності (для довільних числових функцій);

а, також, властивості
- парності (непарності), монотонності (для дійснозначних функцій дійсної змінної);
- аналітичності, багатолистості (для комплекснозначних функцій комплексної змінної).

Числові функції широко використовуються прирозв'язуванні прикладних задач.

## Властивості

### Властивості, пов'язані з відношенням порядку
Нехай дано функцію {\displaystyle f\colon M\subset \mathbb {R} \to \mathbb {R} .} Тоді
- функція {\displaystyle f} називається зростаючою на {\displaystyle M}, якщо

{\displaystyle \forall x,y\in M,\;x>y\Rightarrow f(x)\geq f(y);}
- функція {\displaystyle f} називається строго зростаючою на {\displaystyle M}, якщо

{\displaystyle \forall x,y\in M,\;x>y\Rightarrow f(x)>f(y);}
- функція {\displaystyle f} називається спадною на {\displaystyle M}, якщо

{\displaystyle \forall x,y\in M,\;x>y\Rightarrow f(x)\leq f(y);}
- функція {\displaystyle f} називається строго спадною на {\displaystyle M}, якщо

{\displaystyle \forall x,y\in M,\;x>y\Rightarrow f(x)<f(y).}
(Строго) зростаюча або спадна функція називається (строго) монотонною.

### Періодичність
Функція {\displaystyle f\colon M\to N} називається періодичною з періодом {\displaystyle T\not =0}, якщо
{\displaystyle f(x+T)=f(x),\quad \forall x\in M}.
Якщо ця рівність не виконується для жодного {\displaystyle T\in M,\,T\not =0}, то функцію {\displaystyle f} називають аперіодичною.

### Парність
- функція {\displaystyle f\colon X\to \mathbb {R} } називається непарною, якщо виконується рівність

{\displaystyle f(-x)=-f(x),\quad \forall x\in X.}
- Функція {\displaystyle f} називається парною, якщо виконується рівність

{\displaystyle f(-x)=f(x),\quad \forall x\in X.}

### Екстремуми функції
Нехай дано функцію {\displaystyle f\colon M\subset \mathbb {R} \to \mathbb {R} ,} і {\displaystyle x_{0}\in M^{0}} — внутрішня точка області визначення {\displaystyle f.} Тоді
- {\displaystyle x_{0}} називається точкою абсолютного (глобального) максимуму, якщо
{\displaystyle \forall x\in M\quad f(x)\leq f(x_{0});}
- {\displaystyle x_{0}} називається точкою абсолютного мінімуму, якщо
{\displaystyle \forall x\in M\quad f(x)\geq f(x_{0}).}

## Графік функції

Фрагмент графіка функції

- Нехай дано відображення {\displaystyle F:X\to Y}. Тоді його графіком {\displaystyle \Gamma } називається множина
    {\displaystyle \Gamma =\{(x,F(x))\mid x\in X\}\subset X\times Y}, де {\displaystyle X\times Y} позначає декартів добуток множин {\displaystyle X} і {\displaystyle Y}.
  - Графіком неперервної функції {\displaystyle F:\mathbb {R} \to \mathbb {R} } є крива на двовимірній площині.
  - Графіком неперервної функції {\displaystyle F:\mathbb {R} ^{2}\to \mathbb {R} } є поверхня в тривимірному просторі.

## Приклади
- функція Діріхле
  - Повертає одиницю, якщо аргумент — раціональне число, якщо ж ірраціональне, то повертає нуль.
{\displaystyle D(x)={\begin{cases}1,&x\in \mathbb {Q} \\0,&x\not \in \mathbb {Q} \end{cases}}}
  - Область визначення: {\displaystyle \mathbb {R} } (вся числова вісь).
  - Область значень: {\displaystyle \left\{0,1\right\}}.

- Функція sgn (x)
  - Повертає знак аргументу.
{\displaystyle \operatorname {sgn} x={\begin{cases}+1,&x>0\\0,&x=0\\-1,&x<0\end{cases}}}
  - Область визначення: {\displaystyle \mathbb {R} }.
  - Область значень: {\displaystyle \left\{-1,0,+1\right\}}.

- {\displaystyle y={\sqrt {1-x^{2}}}}
  - Область визначення: {\displaystyle \left[-1,+1\right]}.
  - Область значень: {\displaystyle \left[0,+1\right]}.

- Факторіал
  - Повертає добуток всіх натуральних чисел, не більших від даного. Крім того, {\displaystyle 0!=1}.
{\displaystyle n!={\begin{cases}1,&n=0\\n\cdot \left(n-1\right)!,&n\neq 0\end{cases}}}
  - Область визначення: {\displaystyle \mathbb {N} _{0}} (множина натуральних чисел з нулем).
  - Область значень: {\displaystyle \left\{1,2,6,24,120,\ldots \right\}}

- Антьє (підлога)
  - Повертає цілу частину числа.
{\displaystyle \lfloor x\rfloor =\max \left\{q\in \mathbb {Z} \mid q\leqslant x\right\}}
  - Область визначення: {\displaystyle \mathbb {R} }.
  - Область значень: {\displaystyle \mathbb {Z} }.

## Способи задання функції
| Словесний   | За допомогою природної мови                  | Ігрек дорівнює цілій частині від ікс.                                                                                   |   |   |   |   |    |    |    |    |
| Аналітичний | За допомогою формули і стандартних позначень | {\displaystyle f(x)=x!}                                                                                                 |   |   |   |   |    |    |    |    |
| Графічний   | За допомогою графіка                         | {\displaystyle y=\operatorname {arctg} x}                                                                               |   |   |   |   |    |    |    |    |
| Табличний   | За допомогою таблиці значень                 | \| x \| 0 \| 1 \| 2 \| 3 \| 4 \| 5 \| 6 \| 7 \| 8 \| 9 \| \| y \| 1 \| 1 \| 2 \| 3 \| 5 \| 8 \| 13 \| 21 \| 34 \| 55 \| |   |   |   |   |    |    |    |    |
| x           | 0                                            | 1 | 2 | 3 | 4 | 5 | 6  | 7  | 8  | 9  |
| y           | 1                                            | 1 | 2 | 3 | 5 | 8 | 13 | 21 | 34 | 55 |

### Аналітичний спосіб
Найчастіше закон, що встановлює зв'язок між аргументом і функцією, задають за допомогою формул. Такий спосіб задання функції називають аналітичним. Цей спосіб дає можливість за кожним числовим значенням аргументу {\displaystyle x} знайти відповідне йому числове значення функції {\displaystyle y} точно або з деякою точністю. Якщо залежність між {\displaystyle x} і {\displaystyle y} задана формулою, розв'язаною відносно {\displaystyle y}, тобто у вигляді {\displaystyle y=f(x)}, то кажуть, що функцію від {\displaystyle x} задано в явному вигляді. Якщо ж значення {\displaystyle x} і {\displaystyle y} пов'язані деяким рівнянням вигляду {\displaystyle F(x,y)=0}, тобто формула не розв'язана відносно {\displaystyle y}, то кажуть, що функцію {\displaystyle y=f(x)} задано неявно. Функцію можна визначити різними формулами на різних ділянках області визначення. Аналітичний спосіб є найпоширенішим способом задання функцій. Компактність, лаконічність, можливість обчислення значення функції для довільного значення аргументу з області визначення, можливість застосування до даної функції апарату математичного аналізу — основні переваги аналітичного способу задання функції. До недоліків можна віднести відсутність наочності, яку компенсує можливість побудови графіка, і необхідність виконання іноді дуже громіздких обчислень.
Приклади:
- {\displaystyle f\left(x\right)=x^{2}} ;
- {\displaystyle f\left(x,y\right)=x\lor y} ;
- {\displaystyle f\left(A\right)=\left|A\right|} ;
- {\displaystyle f\left(x\right)={\begin{cases}x^{2},&x\leqslant 0;\\-x^{3},&x>0.\end{cases}}}

### Табличний спосіб
Функцію можна задати, перерахувавши всі її можливі аргументи і значення для них. Після цього, якщо це необхідно, функцію можна довизначити для аргументів, яких немає в таблиці, інтерполяцією або екстраполяцією. Прикладами можуть служити програма передач, розклад поїздів або таблиця значень булевої функції:
| {\displaystyle x} | {\displaystyle y} | {\displaystyle x\land y} |
| ----------------- | ----------------- | ------------------------ |
| {\displaystyle 0} | {\displaystyle 0} | {\displaystyle 0}        |
| {\displaystyle 0} | {\displaystyle 1} | {\displaystyle 0}        |
| {\displaystyle 1} | {\displaystyle 0} | {\displaystyle 0}        |
| {\displaystyle 1} | {\displaystyle 1} | {\displaystyle 1}        |

### Графічний спосіб

Осцилограма задає значення деякої функції графічно.

Функцію можна задати графічно, зобразивши множину точок її графіка на площині. Це може бути приблизний начерк, як має виглядати функція, або покази, зняті з приладу, наприклад, з осцилографа. Цей спосіб задання може бути недостатньо точним, однак у деяких випадках інші способи задання взагалі неможливо застосувати. Крім того, такий спосіб задання один з найнаочніших, зручних для сприйняття і якісного евристичного аналізу функції.

### Рекурсивний спосіб
Функцію можна задати рекурсивно, тобто через саму себе. В цьому випадку одні значення функції визначаються через інші її значення.
Приклади:
- факторіал,
- числа Фібоначчі,
- функція Аккермана.

### Словесний спосіб
Функцію можна описати словами природної мови будь-яким однозначним способом, наприклад, описавши її вхідні й вихідні значення, або алгоритм, за яким функція задає відповідності між цими значеннями. Поряд із графічним способом, іноді це єдиний спосіб описати функцію, хоча природні мови і не настільки детерміновані, як формальні.
Приклади:
- функція, яка повертає цифру в запису числа пі за її номером;
- функція, яка повертає число атомів у всесвіті у певний момент часу;
- функція, яка отримує як аргумент людину, і повертає число людей, які народяться після її народження.

## Класи числових функцій
- Інтегровні функції
- Функції, інтегровні за Лебегом
- Рівномірно безперервні функції
- Цілі функції

## Історичний нарис

### Поява поняття
Математичне моделювання явищ і законів природи спричиняє виникнення поняття функції, яке спочатку обмежується алгебричними функціями (многочленами) і тригонометрією. Як і інші поняття математики, загальне поняття функції склалося не відразу, а пройшло довгий шлях розвитку. Зрозуміло, і в давнину при обчисленнях люди несвідомо використовували різні функції (наприклад, квадратний корінь) і навіть рівняння, однак як окремий математичний об'єкт, що допускає загальне аналітичне дослідження, функція могла з'явитися тільки після створення Вієтом символьної алгебри (XVI століття). Навіть у XVII столітті Непер, вводячи в ужиток логарифмічну функцію, використовував обхідний шлях — визначив її кінематично.
Спочатку об'єктом дослідження стали різноманітні алгебричні формули. Декарт розглядав неалгебричні залежності тільки у як рідкісний виняток. У нього й у Ферма формула розуміється не просто як обчислювальний алгоритм, але розглядається як (геометрично подаване) перетворення однієї неперервно змінюваної величини на іншу. У Барроу («Лекції з геометрії», 1670) в геометричній формі встановлюється взаємна оберненість дій диференціювання й інтегрування (зрозуміло, без вживання самих цих термінів). Це свідчить вже про абсолютно чітке володіння поняттям функції як цілісного об'єкта. У геометричному і механічному вигляді поняття функції ми знаходимо й у Ньютона.
Математичний термін «функція» вперше з'явився 1673 року в Ляйбніца, і до того ж не зовсім у сучасному його розумінні: Ляйбніц спочатку називав функцією різні відрізки, пов'язані з будь-якою кривою (наприклад, абсциси її точок). Пізніше, однак, у листуванні з Йоганном Бернуллі (1694) зміст терміна розширився і врешті-решт став синонімом «аналітично заданої залежності».
У першому друкованому курсі «Аналізу нескінченно малих для пізнання кривих ліній» Лопіталя (1696) термін «функція» не вживається.

### Перші спроби визначення
На початку XVIII століття отримано розклади всіх стандартних функцій і багатьох інших. Завдяки, переважно, Ейлеру (1748) уточнено їх визначення. Ейлер уперше ясно визначив показникову функцію, а також логарифмічну як обернену до неї, і дав їх розклади в ряд. До Ейлера багато математиків вважали, наприклад, тангенс тупого кута додатним; Ейлер дав сучасні визначення всіх тригонометричних функцій (сам термін «тригонометрична функція» запропонував Клюгель 1770 року).
У застосуваннях аналізу з'являється багато нових трансцендентних функцій. Коли Гольдбах і Бернуллі спробували знайти неперервний аналог факторіала, молодий Ейлер повідомив у листі Гольдбаху про властивості гамма-функції (1729, назва належить Лежандру). Через рік Ейлер відкрив бета-функцію, і далі неодноразово повертався до цієї теми. Гамма-функція і пов'язані з нею (бета, дзета, циліндричні (Бесселя)) знаходять численні застосування в аналізі, а також у теорії чисел, а дзета-функція Рімана виявилася незамінним інструментом для вивчення розподілу простих чисел у натуральному ряді.
1757 року Вінченцо де Ріккаті, досліджуючи сектори гіперболи, вводить гіперболічні функції ch, sh (саме з такими позначеннями) і перераховує їх основні властивості. Чимало нових функцій виникло в зв'язку з неінтегровністю різних виразів. Ейлер визначив (1768) інтегральний логарифм (назву запропонував І. Зольднер, 1809), Л. Маскероні — інтегральні синус і косинус (1790). Незабаром з'являється і новий розділ математики: спеціальні функції.
З цим строкатим зібранням слід було щось робити, і математики вчинили радикально: всі функції, незалежно від їх походження, оголосили рівноправними. Єдина вимога, що ставиться до функції — визначеність, причому мається на увазі не однозначність самої функції (вона може бути і багатозначною), а недвозначність способу обчислення її значень.
Перше загальне визначення функції зустрічається в Йоганна Бернуллі (1718): «Функція — це величина, складена із змінної і сталої». В основі цього не цілком виразного визначення лежить ідея задання функції аналітичною формулою. Та ж ідея виступає й у визначенні Ейлера, яке він дав у «Вступі до аналізу нескінченних» (1748): «Функція змінної кількості є аналітичний вираз, складений певним чином з цієї змінної кількості і чисел або сталих кількостей».
Все ж у XVIII столітті було відсутнє досить ясне розуміння відмінності між функцією і її аналітичним виразом. Це відбилося в критиці Ейлером розв'язку задачі про коливання струни, запропонованого Бернуллі (1753). В основі розв'язку Бернуллі лежало твердження про можливість розкласти будь-яку функцію в тригонометричний ряд. Заперечуючи це, Ейлер вказав на те, що подібна розкладність надавала б будь-якій функції аналітичний вираз, тоді як функція може й не мати його (її можна задати графіком, «накресленим вільним рухом руки»).
Ця критика переконлива і з сучасної точки зору, бо не всі функції допускають аналітичне подання (правда, в Бернуллі йдеться про неперервну функцію, яка, як виявив 1885 року Веєрштрасс, завжди аналітично зображувана, але вона може й не розкладатися в тригонометричний ряд). Однак інші аргументи Ейлера вже помилкові. Наприклад, він вважав, що розкладання функції в тригонометричний ряд надає для неї єдиний аналітичний вираз, тоді як вона може бути «змішаною» функцією, подаваною на різних відрізках різними формулами. Насправді одне іншому не суперечить, але в ту епоху здавалося неможливим, щоб два аналітичних вирази, збігаючись на частині відрізка, не збігалися на всій його довжині. Пізніше, під час дослідження функцій багатьох змінних він зрозумів обмеженість колишнього визначення і визнав розривні функції, а потім, після дослідження комплексного логарифма — навіть багатозначні функції.
Під впливом теорії нескінченних рядів, які давали алгебричне подання майже будь-якої гладкої залежності, наявність явної формули поступово припинила бути обов'язковою для функції. Логарифм або показникова функція, наприклад, обчислюються як границі нескінченних рядів; такий підхід поширився й на інші нестандартні функції. З рядами стали поводитися як зі скінченними виразами, спочатку ніяк НЕ обґрунтовуючи коректності операцій і навіть не гарантуючи збіжності ряду.

Починаючи з «Диференціального числення» (1755), Ейлер фактично приймає сучасне визначення числової функції як довільної відповідності чисел:
Коли деякі кількості залежать від інших так, що при зміні останніх і самі вони зазнають зміни, то перші називають функціями других.

### Загальне визначення
Від початку XIX століття все частіше й частіше визначають поняття функції без згадки про її аналітичне подання. У «Трактаті з диференціального й інтегрального числення» (1797–1802) Лакруа сказано: «Будь-яка величина, значення якої залежить від однієї або багатьох інших величин, називається функцією цих останніх» незалежно від того, відомий чи невідомий спосіб обчислення її значень.
В «Аналітичній теорії тепла» Фур'є (1822) є фраза: «Функція {\displaystyle fx} позначає функцію абсолютно довільну, тобто послідовність даних значень, підлеглих чи ні загальному закону і відповідних усім значенням{\displaystyle x}, що містяться між {\displaystyle 0} і будь-якою величиною».

Близьке до сучасного і визначення Лобачевського:
… Загальне поняття функції вимагає, щоб функцією від {\displaystyle x} називати число, яке дається для кожного {\displaystyle x} і разом з {\displaystyle x} поступово змінюється. Значення функції можна дати або аналітичним виразом, або умовою, яка надає засіб випробовувати всі числа і вибирати одне з них, або, нарешті, залежність може існувати й залишатися невідомою… Широкий погляд теорії допускає існування залежності лише в тому сенсі, щоб числа одні з іншими в зв'язку розуміти ніби даними разом.
Таким чином, сучасне визначення функції, вільне від згадок про аналітичне задання, зазвичай приписуване Діріхле, неодноразово пропонувалося і до нього. Ось визначення Діріхле (1837):
у є функцією змінної х (на відрізку {\displaystyle a\leqslant x\leqslant b}), якщо кожному значенню х (на цьому відрізку) відповідає цілком певне значення у, причому байдуже, яким чином встановлено цю відповідність — аналітичною формулою, графіком, таблицею, чи навіть просто словами.
До кінця XIX століття поняття функції переростає рамки числових систем. Першими це зробили векторні функції, незабаром Фреге ввів логічні функції (1879), а після появи теорії множин Дедекінд (1887) і Пеано (1911) сформулювали сучасне універсальне визначення.

## Приклади

### Неявні функції
Функції можна задавати за допомогою інших функцій і рівнянь.
Припустимо, задано функцію {\displaystyle F} двох змінних, яка задовольняє особливим умовам (умовам теореми про неявні функції), тоді рівняння вигляду.
{\displaystyle F(x,y)=0}.
визначає неявну функцію вигляду {\displaystyle y=f(x)}.